# Молодоафганці
Младоафганці — національно-патріотичний рух в Афганістані, що зародився на початку XX століття в колах прогресивних афганських чиновників, офіцерів, ліберальних поміщиків та купців.
Виник на хвилі революційного підйому початку XX століття у світі й особливо — в азійських країнах (революція 1905—1907 років у Росії, іранська революція 1905 — 1911, младотурецька революція 1907 — 1908, революційний підйом 1905 — 1909 років в Індії, Сіньхайська революція в Китаї тощо). Попри те, що Афганістан був слабо розвиненою країною в політичному й соціально-економічному відношенні у порівнянні з цими країнами, тут також значно активізувались антифеодальні, реформаторські елементи, противники реакційного режиму, який насаджувався урядом еміра Хабібулли. Одним з головних ідеологів «младоафганців» був видавець однієї з перших афганських газет «Сірадж-уль-Ахбар» Махмуд Тарзи. Младоафганцям симпатизував і син еміра Аманулла. Цілі младоафганців включали повну незалежність країни й проведення внутрішніх реформ, які б прискорили розвиток капіталістичних відносин.
Младоафганці не мали своєї політичної організації, не були партією в повному розумінні цього слова, залишаючись вузьким політичним угрупуванням однодумців.
У лютому 1919 року в Афганістані до влади прийшов Аманулла-хан, який симпатизував младоафганцям і розпочав політику реформ. Однак режим, що склався за Аманулли-хана, за своєю політичною сутністю, не міг вважатись «младоафганським», хоч у системі влади цілу низку відповідальних постів займали відверті реформатори та прогресисти.